# Adelomelon beckii
Adelomelon beckii es una especie de caracol de mar, un molusco gasterópodo marino de la familia Volutidae, las volutas. También se lo llama voluta reina o caracol gigante, debido al gran tamaño que puede adquirir.

## Descripción

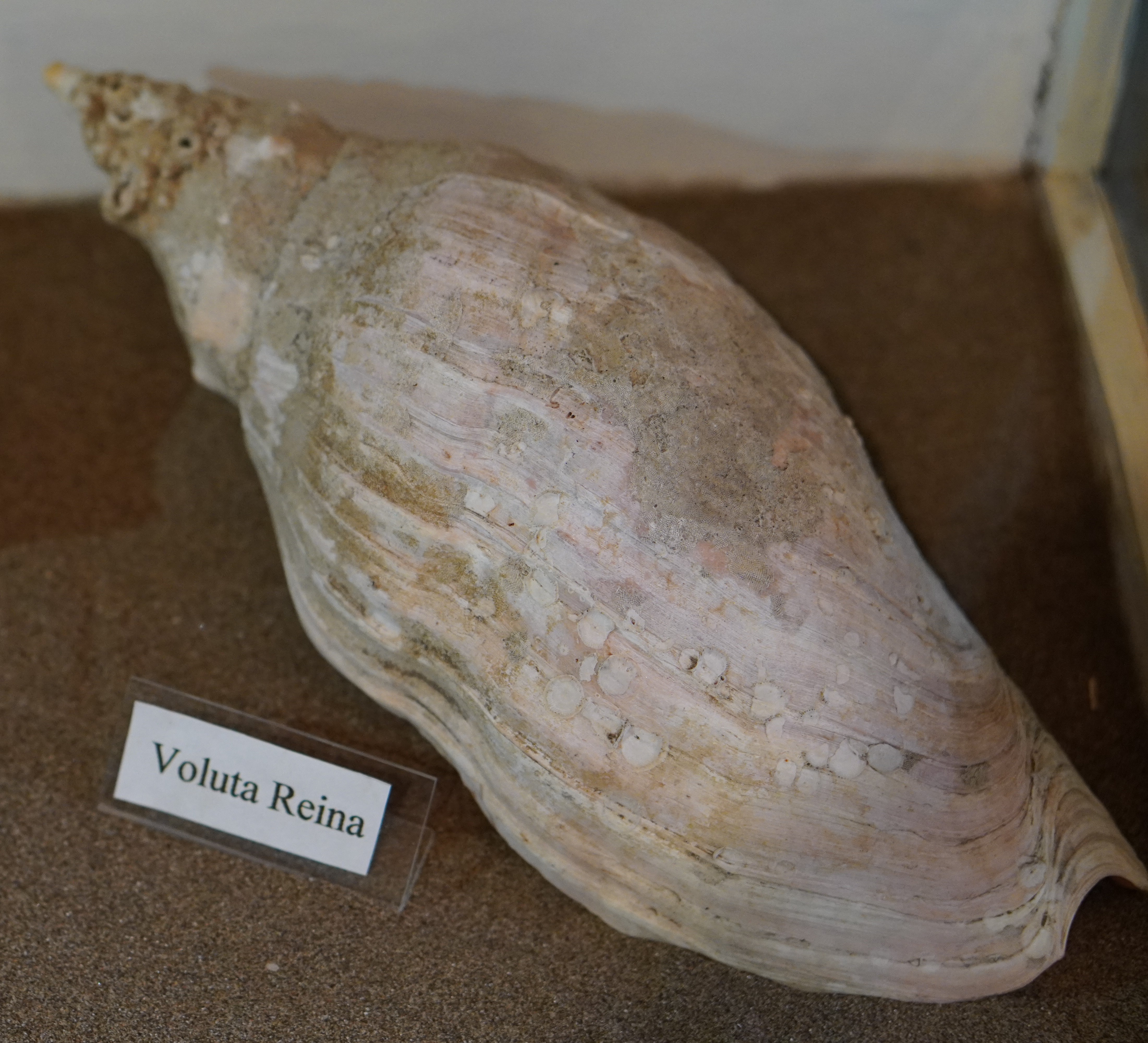
Ejemplar de Adelomelon beckii en el Museo de Ciencias Naturales “Dr. José Squadrone” de Necochea, Argentina.

La longitud de la concha varía entre 150 mm y 495 milímetro de longitud máxima. Es por lo tanto, la especie de mayor tamaño del Atlántico Sur. Llega a alcanzar también los 4 kg de peso.

## Distribución
Habita fondos arenosos y mixtos de la plataforma intermedia en profundidades de 25 a 50 m. Se la encuentra frente a la costa atlántica de América del Sur, desde el sur de Brasil (20º S), pasando por las costa de Uruguay y Argentina hasta el golfo San Matías, aunque algunos autores afirman que llegan hasta Tierra del Fuego (54° S). También se lo encuentra frente a las Islas Malvinas. Los estudios realizados siempre han dado densidades muy bajas de esta especie. Según estudios, la esperanza de vida potencial de esta especie en la región de Mar del Plata (Argentina) es de 29 años, siendo longeva en comparación con otros grandes gasterópodos.

## Características
Esta especie se alimenta de otro caracol carnívoro, Zidona dufresnei, y de otros gasterópodos y bivalvos, posicionándolo entre los principales depredadores bentónicos en la red alimentaria.

## Consumo humano
Esta especie es capturada como parte de la pesca incidental por los arrastreros que explotan camarones y peces comerciales. A su vez, su pie musculoso se puede utilizar para el consumo humano. Por su parte, las grandes y vistosas conchas se venden en los mercados locales e internacionales como adorno.